# Satélite natural

Representação artística, Caronte orbitando Plutão como um satélite natural.

Satélite natural é um corpo celeste que orbita em torno de um planeta ou outro corpo maior. Dessa forma, o termo satélite natural poderia se referir a planetas anões orbitando a uma estrela, ou até uma galáxia anã orbitando uma galáxia maior. Porém, é normalmente um sinônimo de lua, usado para identificar satélites não artificiais de planetas, planetas anões ou corpos menores. Por exemplo, a Lua é o satélite natural da Terra.
Em setembro de 2011, havia 375 objetos no Sistema Solar classificados como luas. Dentre esses, 169 orbitam planetas e 206 orbitam planetas anões e corpos menores.
Porém, alguns são maiores que alguns planetas principais, como Ganímedes e Titã, satélites de Júpiter e Saturno, respectivamente, que são maiores que Mercúrio. Assim sendo estes satélites, se não orbitassem planetas, seriam eles mesmos planetas. Apesar disso, existem outros satélites que são muito menores e têm menos de 5 km de diâmetro, como vários satélites do planeta Júpiter.
Caronte, o satélite natural de Plutão tem mais ou menos metade do diâmetro deste último, e visto que o primeiro não gira exatamente em torno do segundo (visto que o baricentro do sistema plutoniano localiza-se acima da superfície plutoniana), o que leva certos astrônomos a pensarem no conjunto como um planeta duplo. De facto, o próprio sistema Terra-Lua (embora o baricentro do sistema esteja dentro da Terra, e a Lua tenha menos de um quarto o diâmetro terrestre) é, também considerado por alguns astrônomos como um planeta duplo.

## História de descoberta
Os primeiros satélites (excetuando a Lua) só foram descobertos no início do século XVII por Galileu Galilei. Esta descoberta foi contestada pelo astrônomo alemão Simon Marius, que travou uma longa disputa com Galileu chamando a primazia da descoberta. Os nomes das luas, Io, Europa, Ganímedes e Calisto, foram dados por Marius, usando personagens mitológicos amantes de Júpiter (Io e Calisto eram ninfas, Europa uma princesa mortal e Ganímedes um príncipe troiano). A maioria dos autores hoje considera que Galileu observou as quatro luas antes de Marius; uma exceção notável é Asimov, que atribui a Marius a descoberta de Calisto.
Em 1655 é descoberta uma grande lua em Saturno a que se chamou de Titã.
Não obstante e até ao final do século XVII, só mais quatro satélites foram descobertos em Saturno. No século XVIII são descobertas mais duas luas em Saturno e duas em Urano.
Até o desembarque do Homem na Lua, eram conhecidas duas em Marte, cinco em Júpiter, nove em Saturno, cinco em Urano e duas em Netuno.
Nos dias de hoje com as sondas espaciais que exploraram todo o Sistema Solar, passou-se a conhecer um grande número de satélites a orbitar os planetas exteriores e conheceu-se de perto as grandes luas do sistema solar. De fato, Mercúrio e Vênus não têm satélites naturais. Um total de 158 satélites em todo o sistema solar.
De notar, que grandes partes destes satélites são apenas pedaços de rocha ou gelo em forma de batata a girar em torno de um planeta e não planetas secundários perfeitamente formados com uma forma razoavelmente esférica tal como a Lua da Terra ou as colossais luas de Júpiter. Ao todo no sistema solar, existem 20 dessas grandes luas, a maior é Ganímedes com mais de 5 000 km de diâmetro e a menor é Mimas com cerca de 400 km.
Recentemente descobriu-se que alguns asteroides como o Ida (que tem o satélite Dactyl, descoberto pela sonda Galileu), possuem satélites naturais. Mas, como não orbita um planeta, não pode exatamente ser considerado um satélite.

### Formação ou aparecimento dos satélites naturais
Existem, basicamente, três formas de criação dos sistemas Planeta/Satélite: formação simultânea; captura; e processos catastróficos.
No caso da formação simultânea, o satélite tem a sua gênese simultaneamente à do planeta principal. Durante a fase da sua formação chamada de acreção o protossatélite já está em órbita do planeta principal. Este tipo de processo de formação de satélites parece ser o mais importante no caso dos satélites de maiores dimensões.
No caso dos satélites menores e com órbitas menos regulares, o processo de formação parece estar relacionado com a captura. Neste caso, os satélites são desviados das suas órbitas iniciais pela ação dos campos gravitacionais dos planetas e são colocados em órbitas mais ou menos estáveis em torno desses mesmos planetas.
Nos processos catastróficos, como por exemplo (possivelmente) no caso da Lua, a formação é efetuada através da força de um impacto entre corpos planetários.

## Satélites naturais do sistema solar
A maioria das luas do Sistema Solar são tão pequenas que não possuem um formato definido, sendo comparáveis a asteroides; Júpiter possui mais de 70 satélites em sua orbita. Caso orbitassem o Sol, elas poderiam ser consideradas planetas que possuem seus tamanhos variados. As maiores são Ganímedes de Júpiter, Titã de Saturno, Calisto e Io de Júpiter, a Lua da Terra, Europa de Júpiter, Tritão de Netuno e Titânia de Urano. No total o nosso sistema solar possui mais de 200 satélites naturais.
As mais interessantes são as que conseguiram tomar um formato esférico sobre influência de sua própria força gravitacional, como a lua da Terra (1), e as de Júpiter (4), Saturno (7), Urano (5), Netuno (1) e Plutão (1).
| Planeta  | N.º ordem | Nome      | Diâmetro (km) | Massa (kg) | Densidade (g/cm3) | Período orbital (dias) | Magnitude | Data de descoberta | Descobridor                            |
| Mercúrio |           |           |               |            |                   |                        |           |                    | Não possui satélites naturais.         |
| Vénus    |           |           |               |            |                   |                        |           |                    | Não possui satélites naturais.         |
| Terra    | I         | Lua       | 3 476,2       | 7,35×1022  | 3,35              | 27,32                  | -12,7     | —-                 | —-                                     |
|          |           |           |               |            |                   |                        |           |                    |                                        |
| Marte    | I         | Fobos     | 22,2          | 10,08×1016 | 0,32              | 1,90                   | 11,3      | 1877               | Asaph Hall                             |
| Marte    | II        | Deimos    | 12,6          | 2,24×1015  | 1,26              | 2,20                   | 12,4      | 1877               | Asaph Hall                             |
|          |           |           |               |            |                   |                        |           |                    |                                        |
| Júpiter  | I         | Io        | 3 642,6       | 8,93×1022  | 3,53              | 1,77                   | 5,0       | 1610               | Galileu Galilei                        |
| Júpiter  | II        | Europa    | 3 121,6       | 4,80×1022  | 3,01              | 3,55                   | 5,0       | 1610               | Galileu Galilei                        |
| Júpiter  | III       | Ganímedes | 5 262,4       | 1,48×1023  | 1,94              | 7,16                   | 4,6       | 1610               | Galileu Galilei                        |
| Júpiter  | IV        | Calisto   | 4 820,6       | 1,08×1023  | 1,83              | 16,69                  | 5,6       | 1610               | Galileu Galilei                        |
|          |           |           |               |            |                   |                        |           |                    | E mais 75 pequenos satélites naturais. |
| Saturno  | I         | Mimas     | 397,2         | 3,84×1019  | 1,17              | 0,94                   | 12,9      | 1789               | William Herschel                       |
| Saturno  | II        | Encélado  | 498,8         | 1,08×1020  | 1,61              | 1,37                   | 11,7      | 1789               | William Herschel                       |
| Saturno  | III       | Tétis     | 1 059,8       | 6,18×1020  | 0,99              | 1,89                   | 10,2      | 1684               | Giovanni Cassini                       |
| Saturno  | IV        | Dione     | 1 118,0       | 1,10×1021  | 1,50              | 2,73                   | 10,2      | 1684               | Giovanni Cassini                       |
| Saturno  | V         | Reia      | 1 528,0       | 2,32×1021  | 1,24              | 4,52                   | 9,7       | 1672               | Giovanni Cassini                       |
| Saturno  | VI        | Titã      | 5 150,0       | 1,345×1023 | 1,88              | 15,95                  | 8,3       | 1655               | Christiaan Huygens                     |
| Saturno  | VIII      | Jápeto    | 1 436,0       | 1,97×1021  | 1,27              | 79,32                  | 10,2-11,9 | 1671               | Giovanni Cassini                       |
|          |           |           |               |            |                   |                        |           |                    | E mais 55 pequenos satélites naturais. |
| Urano    | V         | Miranda   | 471,6         | 6,59×1019  | 1,20              | 1,41                   | 16,5      | 1948               | Gerard Kuiper                          |
| Urano    | I         | Ariel     | 1 157,8       | 1,35×1021  | 1,67              | 2,52                   | 14,4      | 1851               | William Lassell                        |
| Urano    | II        | Umbriel   | 1 169,4       | 1,20×1021  | 1,40              | 4,14                   | 15,3      | 1851               | William Lassell                        |
| Urano    | III       | Titânia   | 1 577,8       | 3,53×1021  | 1,72              | 8,71                   | 14,0      | 1787               | William Herschel                       |
| Urano    | IV        | Oberon    | 1 522,8       | 3,01×1021  | 1,63              | 13,46                  | 14,1      | 1787               | William Herschel                       |
|          |           |           |               |            |                   |                        |           |                    | E mais 22 pequenos satélites naturais. |
| Neptuno  | VIII      | Proteu    | 418,0         | 5,00×1019  | 1,30              | 1,12                   | 20,0      | 1989               | Sonda Voyager 2                        |
| Netuno   | I         | Tritão    | 2 706,8       | 2,147×1022 | 2,05              | 5,88                   | 13,6      | 1846               | William Lassell                        |
|          |           |           |               |            |                   |                        |           |                    | E mais 12 pequenos satélites naturais. |
| Plutão   | I         | Caronte   | 1 205,0       | 1,58×1021  | 1,73              | 6,39                   | 16,8      | 1978               | James Christy                          |
|          |           |           |               |            |                   |                        |           |                    | E mais 4 pequenos satélites naturais.  |

## Satélites extrassolares
Estima-se que planetas com massa superiores à de Júpiter possam ter 10 vezes a massa da Terra em satélites naturais.[carece de fontes?] Já foram descobertos mais de 300 planetas extrassolares, com exceção de uns 10, todos são gigantes gasosos como Júpiter cuja única superfície sólida é o seu núcleo abaixo de milhares de quilómetros de camadas de gás.[carece de fontes?] Assim sendo, dos 50 planetas descobertos na zona habitável das suas estrelas, a esperança de se encontrar vida nesses sistemas sustenta-se nos seus possíveis satélites.